# Vikantice
Obec Vikantice (německy Weigelsdorf) se nachází v okrese Šumperk v Olomouckém kraji. Žije zde 75 obyvatel.
Ve Vikanticích se natáčel film Miroslava Krobota Díra u Hanušovic.

## Historie
První písemná zmínka o obci pochází z roku 1437.
V letech se nazývaly 1850–1924 Vigantice, od 1924 Vikantice, německy 1607–1945 Weigelsdorf, šlo o samostatnou obec s osadami Zaječí a Podstrání. Roku 1947 připojen byl Šléglov s osadou Kronfelzov a v roce 1975 se obě obce staly místními částmi Branné (v roce 1992 se Šléglov osamostatnil).
Dne 13. června 2015 se v obci konaly nové obecní volby.
| Rok            | 1869 | 1880 | 1890 | 1900 | 1910 | 1921 | 1930 | 1950 | 1961 | 1970 | 1980 | 1991 | 2001 | 2011 | 2021 |
| -------------- | ---- | ---- | ---- | ---- | ---- | ---- | ---- | ---- | ---- | ---- | ---- | ---- | ---- | ---- | ---- |
| Počet obyvatel | 524  | 609  | 675  | 684  | 765  | 809  | 861  | 339  | 161  | 188  | 126  | 120  | 103  | 69   | 81   |

## Pamětihodnosti
V katastru obce jsou evidovány tyto kulturní památky:
- Kostel svatého Wolfganga - drobný jednolodní kostel z roku 1641, upravený v 19. století; k areálu patří dále ohradní zeď